# VLOC
| Sigles de 2 caractères   |
| Sigles de 3 caractères   |
| ► Sigles de 4 caractères |
| Sigles de 5 caractères   |
| Sigles de 6 caractères   |
| Sigles de 7 caractères   |
| Sigles de 8 caractères   |

VLOC est l’acronyme de Very Large Ore Carrier, soit traduit de l'anglais « Très grand minéralier » ; il s’agit d'une taille de vraquiers. 
Ce sont généralement des grands transporteurs de brut à simple coque reconvertis.